# Jesús Delgado Sánchez

## Biografía
Nació en Caracas, Venezuela. Hijo único de Yolanda Sánchez y Jesús Delgado, dos maestros de Literatura. 
Con vocación artística desde niño, inició su formación artística a los 17 años en la Universidad Central de Venezuela. 
Recibe clases de actuación con el director cubano Noel de la Cruz durante año y medio y luego dos años con la cineasta Elia Schneider, también recibe clases de actuación y fonética en el exterior de la mano de los directores Javier Daulte en Argentina y Roberto Fontana en Montevideo, Uruguay.
Cursó una Maestría en Dirección Escénica en la Escuela Nacional de Arte Teatral de México. Recibió en 2017 el Premio al Mérito Académico por el mejor promedio de su generación y la obra que escribió y dirigió para graduarse, “Hamlet en Caracas”, recibió Mención Hornorífica.
Ha protagonizado recientemente las obras teatrales "Emigrantes” de Slawomir Mrözek, Yanga" de Jaime Chabaud, y "El Traje" de Peter Brook. Interpretó al personaje Hipólito Villa en la serie "Pancho Villa", estrenada en 2023 en Disney Plus y transmitida por TV Azteca ese mismo año.
Es frecuentemente invitado como actor en producciones dramáticas de Televisa, siendo la más frecuente “La Rosa de Guadalupe”, pero también ha participado en las telenovelas "Los hilos del pasado", “El Maleficio”, “Minas de pasión” y “Papá a toda madre”.
En 2011, el diario "El Universal" y la Revista "Claro" de Venezuela, incluyen una de sus obras más reconocidas, "Escándalos Personales", entre las mejores obras teatrales del año. Ha sido postulado a diversos premios y reconocimientos de su país, como el Premio “Marco Antonio Ettedgui” por su trayectoria artística antes de cumplir los 35 años; el “Premio Municipal de Teatro de Caracas” por la dirección de "Un Enemigo del Pueblo"; y al Premio "El Universo del Espectáculo" por la dirección de "Sexo con Desconocidos".
En México fue galardonado con el premio "Estrella" como mejor director por la obra "¿Dónde está el punto?", y como dramaturgo ha ganado en dos oportunidades el mencionado reconocimiento por "Dónde está el punto? y por "El Asesino", en las Temporadas "Por Música" y "Por Deseo" de Micro Teatro México. Ambas obras ganaron también en la categoría "Mejor Obra".

## Resumen Trayectoria en Teatro
| Año  | Título                             | Rol                 | País      |
| ---- | ---------------------------------- | ------------------- | --------- |
| 2025 | Marburg                            | Director            | México    |
| 2024 | ¿Culpable?                         | Actor               | México    |
| 2023 | Criminal                           | Director            | México    |
| 2023 | Los Policías                       | Actor y Director    | México    |
| 2022 | ¿Qué tan arriba es arriba?         | Actor               | México    |
| 2022 | Mínimas                            | Actor y Director    | México    |
| 2021 | Historias Perdidas                 | Director            | México    |
| 2021 | Escándalos Personales              | Director            | México    |
| 2019 | Emigrantes                         | Actor y Director    | México    |
| 2019 | El Traje                           | Actor               | México    |
| 2019 | Miguel                             | Actor               | México    |
| 2019 | Tu Ternura Molotov                 | Director            | México    |
| 2019 | La Miel es más dulce que la sangre | Director            | México    |
| 2018 | Yanga                              | Actor               | México    |
| 2018 | El Castillo de Barbazul            | Director            | México    |
| 2018 | Contra el Sistema                  | Director            | México    |
| 2017 | Psicopatía Jauja                   | Director            | México    |
| 2017 | Los Rotos                          | Escritor y Director | México    |
| 2017 | El Asesino                         | Escritor y Director | México    |
| 2016 | Hamlet en Caracas                  | Escritor y Director | México    |
| 2015 | Maldito Amor                       | Director            | México    |
| 2015 | ¿Dónde está el punto?              | Escritor y Director | México    |
| 2014 | Vestuario de Hombres               | Director            | Venezuela |
| 2013 | Un Enemigo del Pueblo              | Director            | Venezuela |
| 2012 | Sexo con Desconocidos              | Director            | Venezuela |
| 2011 | Manteca                            | Actor               | Venezuela |
| 2011 | Escándalos Personales              | Director            | Venezuela |
| 2010 | Pequeña Pieza Psicopática          | Actor               | Venezuela |
| 2010 | La Maña                            | Director            | Venezuela |
| 2009 | La Juguetería                      | Actor               | Venezuela |
| 2008 | Contigo, pan y Cebolla             | Actor               | Venezuela |
| 2007 | Destello en noche cerrada          | Escritor y Actor    | Venezuela |

## Resumen Trayectoria en Televisión
| Año  | Título                                              | Director                           | Personaje                 | Cadena             |
| ---- | --------------------------------------------------- | ---------------------------------- | ------------------------- | ------------------ |
| 2025 | Los hilos del pasado                                | Luis Manzo                         | Padre Mateo               | Televisa Univisión |
| 2025 | La Rosa de Guadalupe "La mujer triste"              | Marta Luna                         | Joaquín Peralta           | Televisa Univisión |
| 2025 | La Rosa de Guadalupe "Una flor también es una roca" | Santiago Barbosa                   | Entrenador Rodrigo        | Televisa Univisión |
| 2025 | La Rosa de Guadalupe "Niña de Casa"                 | Eduardo Said                       | Joaquín                   | Televisa Univisión |
| 2024 | La Rosa de Guadalupe "Luz del Corazón"              | Alfredo Gurrola                    | Jorge                     | Televisa Univisión |
| 2024 | La Rosa de Guadalupe "Mi gran error"                | Alfredo Gurrola                    | Dr. Alfredito Rivas       | Televisa Univisión |
| 2023 | La Rosa de Guadalupe "Corazones Opuestos"           | Guadalupe Chávez                   | Aguirre                   | Televisa Univisión |
| 2023 | El Maleficio                                        | Salvador Garcini                   | Olivera                   | Televisa Univisión |
| 2023 | Minas de Pasión                                     | Jorge Robles                       | Ingeniero Villegas        | Televisa Univisión |
| 2023 | Pancho Villa                                        | Rafa Lara                          | Hipólito Villa            | Disney Plus        |
| 2022 | La Rosa de Guadalupe "Una Intrusa"                  | Santiago Barbosa                   | Agente Soto               | Televisa Univisión |
| 2022 | La Rosa de Guadalupe "Flores de Abril"              | Santiago Barbosa                   | Braulio                   | Televisa Univisión |
| 2022 | La Rosa de Guadalupe "Por el bien de mi familia"    | Guadalupe Chávez                   | Guillermo                 | Televisa Univisión |
| 2022 | Match Conmigo                                       | Jesús Delgado                      | Dr. López Castillo        | Serie Web          |
| 2021 | La Rosa de Guadalupe "La otra Yo"                   | Luis Vélez                         | Dr. Navarro               | Televisa Univisión |
| 2018 | La Rosa de Guadalupe "Amores rivales"               | Marta Luna                         | Profesor Galindo          | Televisa           |
| 2016 | El Chema                                            | Luis Zelkowicz                     | Bernal Vivas              | Telemundo          |
| 2008 | Torrente                                            | Claudio Callao                     | José Luis                 | Venevisión         |
| 2007 | Toda una dama                                       | Olegario Barrera                   | Comisario Pérez           | RCTV               |
| 2007 | Camaleona                                           | Otto Rodríguez                     | Alfonso                   | RCTV               |
| 2007 | Mi prima ciela                                      | Tony Rodríguez y Luis Padilla      | Detective Padilla         | RCTV               |
| 2006 | Amor infiel                                         | Nicolás Di Blassi y Tony Rodríguez | Ramírez                   | RCTV               |
| 2005 | Amantes                                             | Tony Rodríguez                     | Peón de Atanasio Restrepo | RCTV               |
| 2004 | Negra Consentida                                    | Olegario Barrera y Luis Padilla    | Bartender                 | RCTV               |

## Resumen Trayectoria en Cine
| Año  | Título          | Director            | Personaje       | País      |
| ---- | --------------- | ------------------- | --------------- | --------- |
| 2020 | El Príncipe     | Lenny Sotomayor     | Fernando        | México    |
| 2015 | La Tumba        | Maru Morón          | Custodio        | México    |
| 2014 | Tamara          | Elia K. Schneider   | Abogado         | Venezuela |
| 2011 | La única opción | Eduardo Gadea Pérez | Pedro Arismendi | Venezuela |
| 2010 | Taita Boves     | Luis Alberto Lamata | Mandinga        | Venezuela |

## Comerciales
| Año  | Marca o Producto             | Campaña                      | Rol                                       |
| ---- | ---------------------------- | ---------------------------- | ----------------------------------------- |
| 2022 | Cerveza Modelo               | Mundial de Fútbol Catar 2022 | Fanático Latino (Principal)               |
| 2022 | Danone                       | Familia 2022                 | Papá (Principal)                          |
| 2022 | Tang                         | Familia diversa              | Principal                                 |
| 2022 | Bosh Taladros y Herramientas | Medio Oriente                | Trabajador de la construcción (Principal) |
| 2021 | Scotch Brite Esponjas        | Hogar                        | Papá Joven (Principal)                    |
| 2020 | Mafer Cacahuates             | Navidad                      | Papá Joven (Principal)                    |
| 2018 | Copa Airlines                | Mundial de Fútbol 2018       | Fanático Mexicano (Principal)             |